# Mon béguin
Mon béguin est un film français réalisé par Hans Behrendt  en 1929.

## Synopsis
Inspiré d'un roman de Paul Forro, ce film met en scène une riche et belle comtesse se faisant passer pour ouvrière auprès d'un jeune élève du conservatoire. Ce dernier se présente comme un châtelain alors qu'il est le neveu du régisseur du château... de la comtesse.

## Fiche technique
- Premier titre : Miss Lohengrin
- Réalisation : Hans Behrendt
- Scénario : D'après le roman de Pál Forró
- Décors : Pierre Schild
- Photographie : Julien Ringel
- Société de production : Terra-Nalpas
- Directeur de la production : Simon Schiffrin
- Format :  Son mono - Noir et blanc   - 1,20:1
- Genre : Comédie
- Durée : 74 minutes
- Date de sortie : 
  - France : 8 mai 1931

## Distribution
- Marie Glory : Mlle Yseult (la comtesse)
- Enrico Benfer : Jean Tristan (le neveu)
- Georges Deneubourg : (le couturier)
- Gustave Hamilton : (le majordome)
- Max Lerel : (le cousin)
- Jeanne Bernard
- A de Skrydloff : (Le chanteur mondain)